# 성별임금격차
성별 임금 격차는 고용된 남성과 여성의 보수 차이를 평균적으로 나타낸다. 일반적으로 여성은 남성보다 임금을 적게 받는 것으로 나타났다. 임금 격차에는 두 가지 뚜렷한 측정치가 있다: 조정되지 않은 임금 격차와 조정된 임금 격차. 후자는 일반적으로 근무 시간, 선택된 직업, 교육 및 직무 경험의 차이를 고려한다. 즉, 조정된 값은 여성과 남성이 같은 일을 할 때 벌어들이는 수입을 나타내고, 조정되지 않은 값은 평균 남성과 여성의 총 수입을 나타낸다. 예를 들어, 미국에서는 조정되지 않은 평균 여성의 연봉이 평균 남성 연봉의 79~83%인 반면, 조정된 평균 연봉은 95~99%이다. 격차의 이유는 법적, 사회적, 경제적 요인과 관련이 있다. 여기에는 자녀 출산(모성 처벌 대 아버지 보너스), 육아휴직, 성차별 및 성 규범이 포함된다. 또한 성별 임금 격차의 결과는 개인의 불만을 뛰어넘어 경제 생산 감소, 여성 연금 감소, 학습 기회 감소로 이어진다.
최근에는 의료비 부담과 같은 다른 요인들이 조정된 급여 격차 측정에 포함되었다. 세계은행은 이러한 요인들을 고려할 때 격차가 더욱 커지며, 이전 연구들이 성별 임금 격차의 크기를 과소평가했을 수 있다고 말했다.
세계 성별 급여 격차가 68.5%에 이른다. 최근 글로벌 남부 국가들에서 임금 격차가 가장 빠르게 감소하고 있다. 유럽연합에서는 21세기 동안 성별 임금 격차에 거의 변화가 없었다. 미국에서도 임금 격차가 꾸준히 유지되고 있지만, 2023년에는 남성의 임금이 여성보다 높은 비율로 증가하면서 모든 연령대에서 임금 격차가 실제로 증가했다.
개발도상국에서는 성별 임금 격차가 공공 정책 관점에서 문제가 될 수 있다. 이는 경제 생산을 감소시키고 특히 노년기에 여성들이 복지 혜택에 더 많이 의존할 가능성이 높다는 것을 의미한다.
더 낮은 임금의 이유에는 개인의 선택, 다른 선척적이고 외부적인 요인이 모두 포함된다. 자발적인 선택의 예로는 전일제(풀타임) 취직이 가능할 때 비상근(아르바이트)제를 선택하는 것이다. 비자발적인 선택의 예로는 더 높은 교육을 받지 못하여 기술력이 낮은 일을 하는 것이다. 외부 요인의 예로는 차별이 있다.
성별 임금 격차는 격차의 이유가 전적으로 자발적이라고 할지라도 공공 정책 관점에서 문제가 될 수 있는데, 경제 생산량을 감소시키고 여성들이 특히 노년기에 사회 보장에 더 많이 의존할 가능성이 크기 때문이다.

## 역사적 관점
미국에서는 1960년대 이후 여성의 급여가 남성에 비해 증가했다. 미국 인구 조사 데이터에 따르면 1963년 여성의 중위 소득은 남성의 56%였다. 2016년에 여성의 중간 소득은 남성의 79%로 증가했다. 2017년에 발표된 여성정책연구소의 분석에 따르면 평균 임금이 2059년에 평등에 도달할 것으로 예측되었다.
2021년 역사적인 성임금 비율에 관한 연구에 따르면, 남유럽의 여성들은 1300년과 1800년 사이에 비숙련 남성의 절반 정도를 벌었다. 북유럽과 서유럽에서는 그 비율이 훨씬 높았지만 1500~1800년에 걸쳐 감소하였다.
도리스 바이첼바우머와 루돌프 윈터-에머가 60개 이상의 국가에 대해 발표한 임금 격차 연구 260여 개에 의한 2005년 메타 분석 결과, 1960년대부터 1990년대까지 전 세계적으로 비조정 임금 격차가 약 65%에서 30%로 크게 감소한 것으로 나타났다. 이러한 감소의 대부분은 교육, 훈련, 업무에 대한 애정 등으로 인해 여성의 노동시장 자질이 더 좋아졌기 때문이다.
1998년에 진행된 임금 격차에 대한 41개의 경험적 연구의 또 다른 메타 분석은 추정 임금 격차에서 유사하게 연간 약 1%씩 감소하는 추세를 발견했다.
2011년 영국 CMI의 연구에 따르면, 여성 임원의 급여 증가가 현재의 비율로 지속된다면, 여성 임원과 남성 임원의 소득 격차는 2109년이 되어서야 해소될 것이라고 한다.

## 추정
조정되지 않은 성별 임금 격차 또는 성별 임금 격차는 일반적으로 선택된 샘플에서 모든 근로자 남성과 여성의 보수 사이의 중간 또는 평균 차이이다. 이는 일반적으로 "남성 총소득의 %로서 남성과 여성 직원의 평균 시간당 총소득 또는 연간 총소득 간의 차이"의 백분율 또는 비율로 표시된다.
일부 국가에서는 국가별 성별 격차를 계산하기 위해 정규직 근로 인구만을 사용한다. 다른 것들은 한 국가의 전체 노동 인구(시간제 근로자 포함)의 샘플을 기반으로 하며, 이 경우 동일한 양의 유급 근로 시간에 대한 보수를 얻기 위해 전일제 등가물(FTE)을 사용한다.
비정부기구는 다양한 샘플에 계산을 적용한다. 일부는 계산이 어떻게 수행되었는지와 어떤 데이터 세트에 대해 공유한다. 예를 들어, 성별 임금 격차는 민족성으로 측정될 수 있다.도시로도 가능하고요. 직업으로도 가능하며, 또는 하나의 조직 내에서도 측정될 수 있다.

## 원인
성별 임금 격차 자체로 국가 별 차별의 정도를 가릴 수는 없다. 성별 임금 격차는 급여 차이는 직업적 분리(고임금 산업에 남성이 더 많고 저임금 산업에 여성이 더 많음)와 수직적 분리(고위 여성이 적기 때문에 더 나은 급여를 받는 직위), 비효율적인 동일 임금 법률, 여성의 전체 유급 근무 시간, 노동 시장 진입 장벽(예: 교육 수준 및 편부모 비율)과 같은 다양한 요소를 결합하여 나타나기 때문이다. 또한 성별 임금 격차에는 경제 활동, 근무 시간 및 근속 기간이 포함되며 국가의 전반적인 임금 구조, 산업 부문 간 보수 차이를 포함해 영향을 미친다.
조정되지 않은 성별 임금 격차를 설명하는 데 도움이 되는 몇 가지 변수로는 경제 활동, 근무 시간, 그리고 근속 기간이 있다. 성별에 따른 요인들, 예를 들어 자격과 차별의 성별 차이, 전체 임금 구조, 그리고 산업 부문 간의 보수 차이는 모두 성별 임금 격차에 영향을 미친다.

### 산업 부문

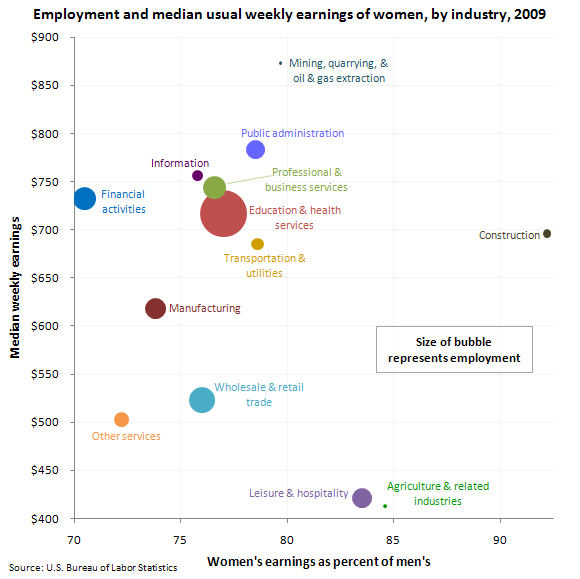
미국 여성 주간 소득, 고용 및 남성 소득 비율, 산업별, 2009년

직업적 분리 또는 수평 분리 직업 소득과 관련된 임금 격차를 의미한다.
Folbre 등이 수행한 2022년 연구에 따르면 돌봄 직종에 종사하는 여성의 집중도가 성별 임금 격차에 어떻게 크게 기여하는지 보여준다. 그들의 연구 결과에 따르면, 여성과 남성 모두 돌봄 서비스 임금 처벌의 영향을 받지만, 이러한 직종에 종사하는 여성들은 돌봄 서비스에 고용될 가능성이 높다는 점을 고려할 때 더 큰 고통에 직면하게 된다. Jacobs(1995)에서 Boyd 등은 수평적 분업을 "첨단 기술"(주로 남성)과 "하이터치"(주로 여성)로 지칭하며, 첨단 기술이 경제적으로 더 큰 보상을 제공한다고 언급했다.  남성들은 채굴, 건설, 제조업과 같이 상대적으로 높은 임금을 받고 위험한 산업에 종사할 가능성이 높으며, 노조에 의해 대표될 가능성이 더 높다.  반면에 여성들은 사무직에 종사하고 서비스 산업에서 일할 가능성이 더 높다.
1990년대 미국 노동력에 대한 연구에 따르면 직업, 산업, 노조 지위의 성별 차이가 임금 격차의 약 53%를 설명한다고 한다. 2017년 미국 경제 저널: 거시경제학에 발표된 연구에 따르면 서비스 부문의 중요성이 커지면서 임금과 근무 시간의 성별 격차가 줄어든 것으로 나타났다. 1998년에 인적 자본과 산업, 직업, 노조 활동의 차이를 조정하면 미국 여성의 평균 소득 규모가 미국 남성의 80%에서 91%로 증가한다.
2017년 미국 국립과학재단의 연례 인구 조사에 따른 연구에 따르면, 과학 분야마다 임금 격차가 더 큰 것으로 나타났다. 수학과 컴퓨터 과학과 같은 고임금 분야의 남성 비율이 훨씬 더 높다. 이 분야의 박사 학위 중 남성은 약 75%를 차지했으며(2007년 이후 거의 변하지 않은 비율), 여성은 99,000달러에 비해 113,000달러를 벌 것으로 예상했다. 사회과학 분야에서는 남성과 여성의 박사 학위 차이가 현저히 적었으며, 남성은 약 66,000달러를 벌어들이는 반면 여성은 약 62,000달러를 벌어들이는 것으로 나타났다. 그러나 일부 분야에서는 여성이 더 많은 임금을 받는다: 화학 분야의 여성은 남성 동료보다 약 5,000달러 더 많은 약 85,000달러를 벌고 있다.
모닝스타 분석의 고위 임원 급여 데이터에 따르면, 고위 임원 여성들은 2019년에 남성 임원들이 벌어들인 1달러당 84.6센트를 벌어들인 것으로 나타났다. 여성들도 C-스위트에서 7대 1로 열세를 유지했다.

### 차별
2015년에 실시된 고용 실험 시뮬레이션 연구의 메타 분석에 따르면, "남성은 남성 중심의 직업(즉, 성 역할 일치 편향)에 더 선호되는 반면, 여성 중심의 직업이나 통합된 직업에는 성별에 대한 강한 선호가 발견되지 않았다"고 한다. 그러나 실제 대응 실험을 메타 분석한 결과, "여성 고정관념이 강한 일자리에 지원하는 남성들이 여성들보다 두 배에서 세 배 더 많은 지원을 해야 긍정적인 반응을 얻을 수 있다"며 "남성 중심 일자리에 지원하는 여성들은 여성 중심 일자리에 지원하는 남성들에 비해 차별 수준이 낮다"고 답했다 2015년 이후 거의 모든 대응 실험을 체계적으로 검토한 2018년 연구에 따르면 대부분의 연구에서 성차별에 대한 증거가 "매우 혼재되어 있다"고 밝혀졌으며, 직업에 따라 성차별의 정도가 다르다는 사실이 밝혀졌다. 그러나 두 연구에서는 "임신 중이거나 어머니인 경우 상당한 처벌"을 받았다. 2018년 감사 연구에 따르면 성취도가 높은 남성은 동일한 성취도가 높은 여성보다 고용주로부터 더 자주 소환되는 것으로 나타났다(거의 2대 1의 비율).
2016년 인터뷰에서 하버드 경제학자 클라우디아 골딘은 고용주의 노골적인 차별이 더 이상 성별 임금 격차의 중요한 원인이 아니며, 그 원인은 역사적 차별의 유산인 더 미묘한 문화적 기대 때문이라고 주장했다. 골딘에 따르면 이러한 기대는 평균적으로 여성들이 시간적 유연성을 우선시하고, 다른 위험을 감수하며, 예상되는 차별 상황을 피하게 만든다. 그녀는 비즈니스에 대한 의무보다는 남아 있는 성별 임금 격차를 해결하기 위한 교육 개혁을 옹호하며, 현재 비즈니스 환경의 요구를 고려할 때 후자가 너무 어렵다고 주장했다.
2019년에 실시된 네 가지 연구에 따르면, "이러한 직업들이 임금을 적게 받지 않더라도, 사람들은 남성들이 대다수 여성인 어떤 직업에도 덜 관심을 가질 것이라고 생각한다"며 "사람들이 여성 중심의 돌봄 직업에서 임금 인상을 촉진하는 데 덜 관심이 있다는 점에서 자기 충족적인 예언을 할 가능성이 있다"고 한다. 그러나 더 많은 남성들이 이러한 직업에 종사하게 된다면, 이 분야의 임금도 상승할 수 있다.
차별이 성별 임금 격차를 유발한다는 개념에 대한 일부 비평가들은 분석가들이 직업의 특성(예: 위치, 근속 기간, 직무 역할, 수준, 성과)을 통제하면 성별 임금 격차가 사라진다고 주장한다. 그러나 이는 직업 분류 자체가 성차별의 결과일 수 있기 때문에 잘못된 통제가 될 수 있기 때문에 계량경제학의 교과서적 오류로 간주된다. 분석가는 직업 특성을 통제함으로써 충돌기 편향을 분석에 도입하여 성차별이 소득에 미치는 역할에 대한 유효한 결론을 도출하는 것이 불가능하다.

### 부모로서의 지위와 모성 보호 제도
연구에 따르면 시간이 지남에 따라 성별 임금 격차가 증가하는 이유는 자녀 때문인 것으로 나타났다. 출산으로 인해 임금이 낮아지는 현상을 모성 패널티라고 한다. 요컨대, 모성 패널티는 자녀가 없는 여성보다 임금을 적게 받는 엄마들이 직면하는 더 큰 불이익을 묘사한다. 공동 경제 위원회가 실시한 연구에 따르면, 2014년에 어머니들은 자녀가 없는 여성들보다 3%, 자녀가 없는 남성들보다 15% 적은 수입을 올리는 것으로 나타났다. 성별 임금 격차가 줄어든 것은 사실이지만, 이 현상은 본질적으로 자녀가 없는 남성과 여성에게만 중요하다. 또한, 연구에 따르면 모성 패널티는 성별 임금 격차처럼 감소하기보다는 변하지 않는 것으로 나타났다.
모성 패널티가 성별 소득 격차에 기여하는 바는 국가마다 다르다. 남유럽에서는 어머니가 자녀가 없는 여성보다 더 많이 벌고, 북유럽 기업에서는 어머니가 약간 덜 벌고, 대륙 유럽과 앵글로색슨 유럽 국가에서는 그 차이가 더 크며, 동유럽에서는 급여 격차의 큰 부분이 모성으로 인해 발생한다.
전통적으로 어머니들은 자녀를 돌보기 위해 일시적으로 직장을 떠난다. 어머니들의 육아휴직 기간은 성별 임금에 영향을 미치며, 육아휴직 기간이 짧아지면 여성들이 직장을 떠날 수 있고, 육아휴직 기간이 길어지면 어머니들의 임금이 감소할 수 있으며, 적당한 휴가를 통해 어머니들은 경력과 모성의 균형을 맞출 수 있다.(p. 2) 육아 서비스의 이용 가능성은 모성 패널티를 줄이고 어머니들의 직장 참여를 증가시킬 수 있다.(p. 2)
여성은 고임금 일자리에 비해 유연한 근무 시간을 가질 가능성이 높기 때문에 저임금 일자리를 선택하는 경향이 있다. 여성은 남성보다 근무 시간이 짧을 가능성이 높기 때문에 경험이 적다. 이는 여성들이 노동력에서 뒤처지게 만들 것이다. 어머니들은 파트타임으로 일할 가능성이 더 높다.(p. 3)
2019년 독일에서 실시된 연구에 따르면, 자녀를 둔 여성은 취업 시장에서 차별을 받는 반면, 자녀를 둔 남성은 그렇지 않은 것으로 나타났다. 반면, 2020년 네덜란드의 한 연구에서는 부모의 지위에 따른 여성 채용 차별에 대한 증거가 거의 발견되지 않았다.
이러한 성별 임금 격차에 대한 또 다른 설명은 가사 노동의 분배이다. 자녀를 키우는 부부는 어머니를 지정하여 가사 노동의 더 큰 몫을 하고 육아의 주요 책임을 맡는 경향이 있으며, 그 결과 여성은 임금을 받을 수 있는 시간이 줄어드는 경향이 있다. 이는 노동 시장에서 남성과 여성 간의 임금 격차를 강화하며, 이제 사람들은 이러한 자기 강화 사이클에 갇혀 있다.

### 미국의 출산 휴가
미국의 출산 휴가 정책에 따르면 필요한 할당된 시간 동안 일한 직원은 무급으로 총 12주간의 휴직이 허용된다. 그러나 이러한 혜택은 직원 수가 50명 이상인 고용주에게만 적용된다. 소규모 사업체나 50인 미만의 기업은 신규 산모에게 휴가를 제공할 필요가 없다. 12주는 산모가 출산하거나 새로 입양한 후 사용할 예정이지만, 임신 중 합병증으로 인해 결근해야 하는 경우에도 시간을 낭비할 수 있다. 미국의 12주 무급 정책이 미국 전역의 몇몇 주에서 확대 시행되고 있다. 예를 들어, 뉴저지에서는 현재 신규 산모와 그 가족에게 직장을 떠나 있는 동안 보상을 받을 수 있는 프로그램에 등록할 수 있는 옵션을 제공하고 있다. 이제 어머니들은 일하지 않아도 수입을 확보할 수 있다.
덴마크 국립경제연구소는 덴마크에서 임금 격차의 대부분이 아동 때문이라는 사실을 발견했다. 연구진은 아동의 도착으로 인해 여성은 약 20%의 장기 소득 격차가 발생하는 반면 남성은 영향을 받지 않는 것으로 나타났다. 또한 연구진은 아동 관련 성 불평등의 양이 1980년 약 40%에서 2013년 80%로 시간이 지남에 따라 크게 증가했다는 사실도 발견했다.
일부 미국 가정에 자녀를 입양하면 STEM(과학, 기술, 공학, 수학) 신입 엄마의 43%가 큰 경력 변화에 직면하게 된다. 이는 인력을 완전히 포기하는 것부터 STEM 경력을 파트타임으로 전환하는 것, 또는 다른 분야의 경력으로 전환하는 것까지 다양하다. 이는 신생 어머니들에게도 해당되지만, 일부 연구에 따르면 신생 어머니와 아버지 모두 직장 내 '유연성 낙인'의 영향을 받는 것으로 보고되고 있다. 유연성 낙인은 근로자가 자신의 경력과 가족의 책임을 균형 있게 유지하려고 시도할 때 발생하는 결과로 정의할 수 있다. 또한 엄격한 STEM 분야의 요구와 어린 자녀의 요구가 겹치면서 어린 자녀를 둔 STEM 분야의 경력자들이 더 많은 '일-가정' 갈등에 직면하고 있는 것으로 나타났다.

### 성별 규범
앞서 언급한 것과 관련된 또 다른 사회적 요인은 특정 성 역할을 채택하기 위한 개인의 사회화이다. 사회화의 영향을 받은 직업 선택은 종종 임금 차별의 틀에서 '수요 측면'의 결정에 포함된다. 기존 노동 시장 차별이 직업 선택에 영향을 미친 결과보다는 적게 포함된다. 비전통적인 직무나 주로 간호와 같이 여성 중심의 직업으로 여겨지는 직업에 종사하는 남성들은 비판을 받을 수 있음에도 불구하고 이러한 직업 분야에서 계속 활동하도록 동기를 부여할 만큼 높은 직업 만족도를 가지고 있다.
1998년 연구에 따르면, 일부 직원들의 눈에는 중간 관리직 여성들이 남성 관리자들처럼 보이는 용기, 리더십, 추진력이 부족하다고 인식된다. 여성 중간 관리자들이 성공적인 프로젝트와 고용 회사들의 성과 면에서 남성 중간 관리자들과 동등한 성과를 이루었음에도 불구하고.  이러한 인식은 이전에 기사에서 설명한 요인들과 함께 여성들이 비슷한 직급에 있는 남성들과 비교했을 때 고위직에 오르는 데 어려움을 초래한다.
성별 역할의 사회적 아이디어는 다소 영향을 미친다. 미디어는 성별 고정관념이 형성된 성별 특정 역할의 이상을 묘사한다. 이러한 고정관념은 남성과 여성이 할 수 있거나 해야 할 일의 유형으로 이어진다.  이와 같이 성별은 업무 차별에서 매개 역할을 하며, 여성들은 남성과 동일한 승진을 허용하지 않는 위치에 있게 된다.
일부 연구에 따르면 여성들은 승진에 도움이 되지 않는 일에 자원봉사를 할 가능성이 더 높으며, 자원봉사 요청을 받고 그러한 요청에 응할 가능성이 더 높다고 한다.

### 기술 및 자동화
자동화는 전체 노동 시장이 성별에 따라 크게 달라지기 때문에 남성과 여성 고용에 다르게 영향을 미칠 것으로 예상된다. 국제통화기금(IMF)이 2019년에 발표한 논문에 따르면 여성은 남성 근로자보다 자동화로 인해 이직할 가능성이 훨씬 더 높다고 예측했다. 연구진은 여성 근로자가 자동화에 취약한 남성보다 직무에서 더 많은 일상적인 업무를 수행한다는 사실을 발견했다. 연구진은 향후 20년 동안 "30개국(OECD 28개 회원국, 키프로스, 싱가포르)에서 2,600만 개의 여성 일자리가 기술로 인해 이직할 위험이 높다"고 추정했다(즉, 자동화될 확률이 70% 이상에 직면할 것).

### 과로
클라우디아 골딘은 성별 임금 격차가 주로 여성의 자녀 출산으로 인해 발생하며, 임금 격차의 다른 원인으로는 차별과 "탐욕적인 일"이 있다는 사실을 발견했다. "탐욕스러운 일"은 과로(주당 40시간 이상)와 24시간 이용 가능한 일자리(예: 관리직, 재무직, 법률직, 컨설팅직)에 대해 큰 보험료를 지불하는 것으로 정의되었다. 그 직업에서 일하는 여성들은 남성과 동일한 급여를 받지만, 육아와 양립할 수 없기 때문에 과로 직업을 선택하는 여성은 거의 없고 어머니도 적는다. 골딘의 연구에 따르면 과로에 대한 가장 좋은 해결책은 직원들이 더 많은 예측 가능성과 유연성을 요구하기 시작해야 하며, 기업들은 더 많은 업무를 공유할 수 있고 고도로 숙련된 직원들이 고용주가 믿는 것보다 더 상호 교환 가능하다는 사실을 깨달아야 한다.

## 결과들

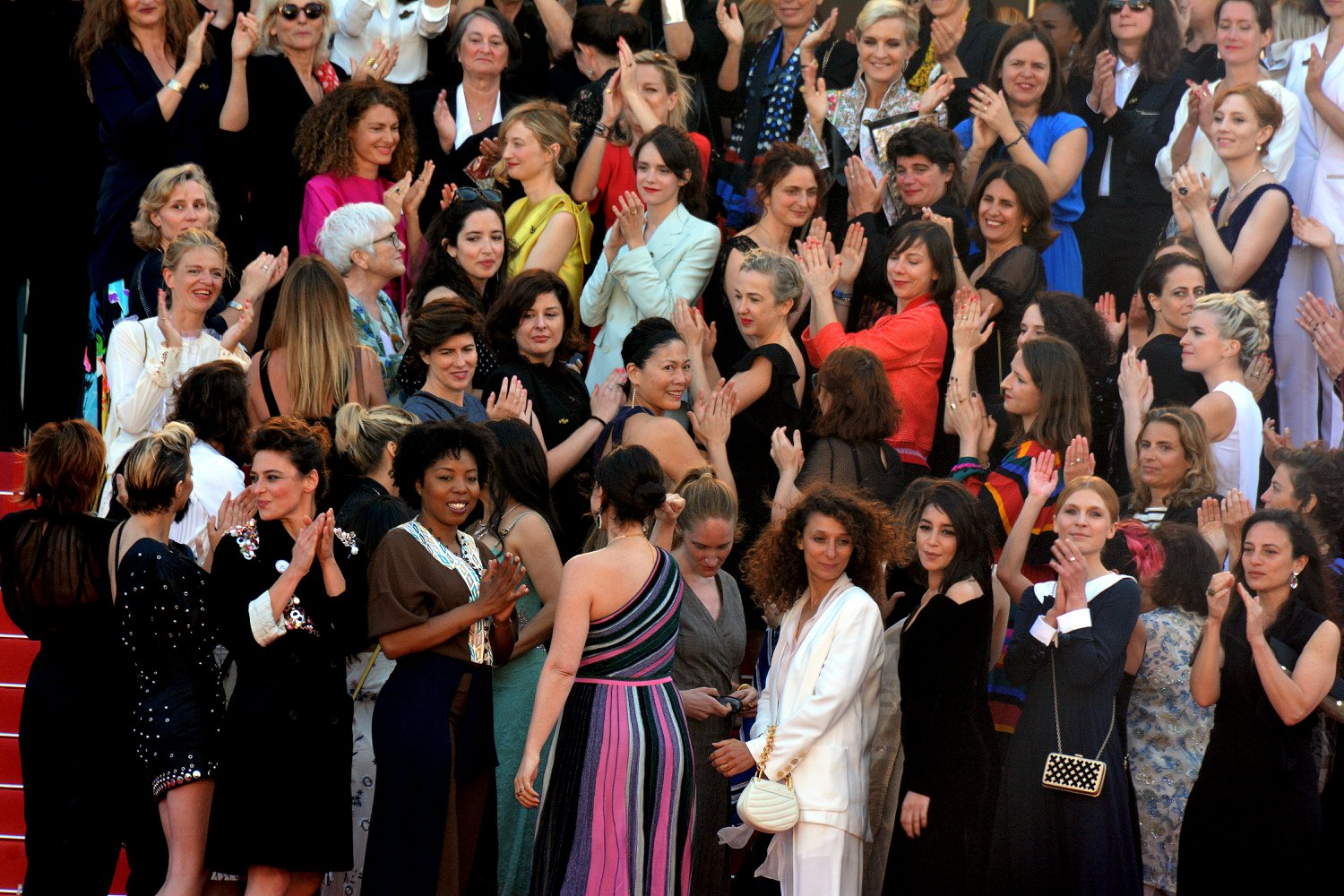
2018 칸 영화제 기간 동안 성별 임금 격차 및 기타 영화 산업의 불평등에 항의하는 여성 영화 제작자들

성별 임금 격차는 공공 정책 관점에서 문제가 될 수 있다. 이는 경제 생산을 감소시키고 특히 노년기에 여성들이 복지 혜택에 더 많이 의존할 가능성이 높다는 것을 의미한다.

### 경제 활동을 위한 활동
오스트레일리아 가족, 주택, 지역사회 서비스 및 원주민 문제 부서의 2009년 보고서에 따르면, 성별 임금 격차를 해결하기 위한 강력한 경제적 필요성이 공정성과 형평성 외에도 존재한다고 주장했다. 연구진은 성별 임금 격차가 17%에서 16%로 줄어들면 1인당 GDP가 약 260달러 증가할 것으로 추정했는데, 이는 주로 여성 근로 시간의 증가에서 비롯된 것이다. 여성 근로 시간이 증가함에 따라 반대되는 요인을 무시하고, 전체 성별 임금 격차를 17%에서 제거하는 것은 GDP의 약 930억 달러 또는 8.5%의 가치가 있을 수 있다. 연구진은 임금 격차의 원인을 다음과 같이 추정했다. 노동 경험 부족은 7%, 공식 교육 부족은 5%, 직업 분리는 25%, 소규모 기업에서 일하는 것은 3%, 나머지 60%는 여성으로 추정했다.
2012년 10월 미국 대학 여성 협회의 연구에 따르면, 47년 동안 대학 학위를 받은 미국 여성은 같은 교육을 받은 남성보다 약 120만 달러를 덜 벌 수 있다고 한다. 따라서 여성 임금을 인상하여 임금 격차를 줄이는 것은 미국 경제를 최소 3%에서 4%까지 성장시키는 자극 효과를 가져올 것이다.
2019년 데이터를 사용하여 여성정책연구소는 2021년 5월에 미국 노동력의 여성이 남성 노동력과 비슷한 임금을 받는다면 노동력의 여성 빈곤이 평균 40% 이상 감소할 것이라고 보고했다. 일하는 미혼모의 높은 빈곤율은 27.7%에서 16.7%로 감소할 것이다. 또한, 노동력의 여성에게 동일한 임금을 지급하면 연간 소득이 41,402달러에서 48,326달러로 증가하여 2019년 미국 경제 전체 임금 소득의 5,410억 달러가 증가하여 GDP의 2.8%에 해당한다는 사실을 발견했다.
성 평등을 촉진하기 위해 행동하면 2030년까지 전 세계 GDP에 13조 달러를 기여할 수 있다. 유럽양성평등연구소에 따르면 EU의 성 평등이 개선되면 2050년까지 1인당 EU GDP가 9.6%, 즉 3조 1,500억 유로 증가하고 1,050만 명의 고용이 추가로 창출될 수 있다.
세계경제포럼은 경제 참여와 기회의 성별 격차를 해소하는 데 현재의 진전 속도로는 169년이 걸릴 것으로 예상하고 있다.

### 여성 연금
여성의 전체 소득이 남성보다 적다는 점을 고려할 때, 연금 제도에 참여할 가능성도 낮다. 이는 연금 계획이 일반적으로 연봉을 기준으로 계산되기 때문이다. 게다가, 이는 여성들이 남성들보다 덜 참여할 가능성이 있는 은퇴 계획을 제공하는 직업에 취업하도록 요구할 것이다. 유럽연합 집행위원회는 임금 격차가 연금에 상당한 영향을 미친다고 주장한다. 여성의 평생 소득이 남성보다 평균 17.5%(2008년 기준) 낮기 때문에 연금이 낮다. 그 결과, 65세 이상 여성의 22%가 빈곤에 직면할 가능성이 더 높다. 반면 남성의 16%는 빈곤의 위험에 처해 있다.

### 교육 및 부채
세계은행에서 실시한 분석 및 2019년 세계 개발 보고서 '변화하는 업무 특성에 관한 보고서'에서 확인할 수 있다 소득과 기술 축적을 연결하여 여성은 직장과 경력에서 인적 자본(기술 및 지식)을 덜 축적한다는 것을 시사한다. 이 보고서에 따르면 전 세계 여성의 직장 경험에 대한 보상은 남성에 비해 낮은 것으로 나타났다. 예를 들어, 베네수엘라의 경우 추가 근무 1년마다 남성의 임금은 평균 2.2% 상승하는 반면, 여성의 임금은 1.5%에 불과하다. 반면 덴마크에서는 추가 근무 1년에 대한 보상이 남성과 여성 모두 평균 5%로 동일하다. 이러한 차이를 해결하기 위해 정부는 여성이 이용할 수 있는 업무의 유형이나 성격에 대한 제한을 제거하고 여성의 재산권을 제한하는 규칙을 제거할 수 있다고 주장한다. 육아 휴직, 간호 휴식, 유연하거나 파트타임으로 근무할 수 있는 가능성도 직장 내 여성의 학습을 제한하는 잠재적 요인으로 확인되었다.

### 가정 폭력의 경우
경제학자들은 임금이 높은 파트너가 가정 내 역학 관계에서 더 큰 협상력을 가질 것으로 예측한다.  따라서 성별 임금 격차는 여성이 남성 파트너에게 불리하게 작용할 수 있다. 또한 연구에 따르면 여성이 이용할 수 있는 자원이 적을수록 학대 관계를 떠날 가능성이 낮아진다.  다른 경제 모델들은 이 아이디어를 확장하여 이혼을 추구하는 데 비용이 너무 많이 들 때 가정 폭력의 위협이 가정 내 협상 우위를 전환하는 잠재적인 방법으로 작용할 수 있음을 보여주었다. 연구자들은 가정 폭력과 노동 시장 상황 사이의 명확한 관계를 추가로 입증했으며, 1990년부터 2003년까지 임금 격차의 감소가 가정 폭력 발생률의 9% 감소를 설명한다는 사실을 발견했다. 의료 서비스와 생산성 저하로 인한 가정 폭력의 추정 비용은 93억 달러에 달할 수 있다. 여성은 남성보다 더 많은 영향을 받는 경향이 있으며, 가정 폭력에 노출되면 성인뿐만 아니라 학대에 가까운 아동에게도 부정적인 영향을 미친다. 평생 소득의 변동성의 최소 50%는 유아기 경험에 기인할 수 있으며, 학대와 방임이 문서화된 가정의 성인은 경제적 소득과 자산뿐만 아니라 교육 수준도 낮다.

## 경제 이론
2023년 경제학자 클라우디아 골딘은 성별 임금 격차를 이해하는 연구로 노벨 경제학상을 수상했다. 그녀는 성별 임금 격차가 주로 여성의 자녀 출산으로 인해 발생한다는 사실을 발견했다. a그리고 임금 격차의 다른 원인으로는 차별과 'greedy 근무'(주 40시간 이상 근무하고 24시간 근무가 가능한 경우 큰 보험료를 지불하는 jobs)가 있다.

### 신고전주의 모델
특정 신고전주의 모델에서는 고용주의 차별이 비효율적일 수 있으며, 특정 그룹의 고용을 배제하거나 제한하면 차별에 직면하지 않은 그룹의 임금이 상승할 수 있다. 그러면 다른 기업은 차별에 직면한 그룹에서 더 많은 근로자를 고용하여 경쟁 우위를 점할 수 있다. 그 결과 장기적으로는 차별이 발생하지 않을 것이다. 그러나 이러한 견해는 노동 시장과 차별을 시도하는 기업의 생산 기능에 대한 강력한 가정에 따라 달라진다. 실제 또는 인지된 고객 또는 직원의 선호도에 따라 차별하는 기업도 스타일화된 모델 하에서도 장기적으로 차별이 사라지는 것을 반드시 볼 수는 없다.

### 일원론적 설명
모노포니 이론에서는 노동력을 구매하는 구매자(이 경우 노동력을 구매하는 '구매자')가 한 명뿐인 상황을 설명하는데, 임금 차별은 노동자 간 노동 이동 제약의 차이로 설명될 수 있다. Ransom과 Oaxaca(2005)는 여성이 남성보다 임금에 덜 민감한 것으로 보이며, 따라서 고용주는 이를 이용하여 여성 노동자에 대한 임금을 차별한다고 보여준다.

## 정책 조치

### 차별 금지 법안
OECD의 2008년 고용 전망 보고서에 따르면 거의 모든 OECD 국가가 성별에 따른 차별에 대응하기 위한 법률을 제정했다. 그 예로는 1963년 평등임금법과 1964년 시민권법 제7조가 있다.그러나 차별적 행동에 대한 법적 금지는 시행되어야만 효력을 발휘할 수 있다. OECD는 다음과 같이 지적한다:
여기에 큰 문제가 있다: 모든 OECD 국가에서 집행은 본질적으로 피해자의 주장 의지에 달려 있다. 하지만 많은 사람들이 직장 내 차별에 대한 법적 권리에 대해 알지 못하고 있다. 그리고 설령 그렇다고 해도 차별 주장을 입증하는 것은 본질적으로 어렵고 법원에서의 법적 조치는 비용이 많이 드는 과정이며, 그 이후의 혜택은 작고 불확실한 경우가 많다. 이 모든 것은 피해자들이 숙박 불만을 제기하는 것을 방해한다.
게다가, 많은 OECD 국가들이 차별 방지를 위한 전문 기관을 설립했지만, 그 중 일부만이 개별적인 불만 없이 효과적으로 기업을 조사하고, 차별 행위가 의심되는 고용주에 대해 조치를 취하며, 차별 증거가 발견되면 제재할 수 있는 권한을 가지고 있다.
2003년, 미국 정부 책임국(GAO)은 미국 여성들이 2000년 남성들이 벌어들인 소득의 평균 80%를 차지했으며, 직장 내 차별이 한 가지 요인이 될 수 있다고 밝혔다. 이러한 연구 결과를 바탕으로 GAO는 민간 및 공공 부문에서 차별 금지법의 시행을 조사했다. 2008년 보고서에서 GAO는 평등고용기회위원회(EEOC)와 노동부(노동부)의 집행 및 홍보 노력에 초점을 맞췄다. GAO는 EEOC가 성별 임금 집행 노력을 완전히 모니터링하지 않으며, 노동부가 성별 임금 또는 기타 특정 차별 영역에 관한 집행 동향과 성과 결과를 모니터링하지 않는다는 사실을 발견했다. GAO는 "연방 기관이 차별 금지법을 집행하는 데 있어 그들의 성과를 더 잘 모니터링해야 한다"는 결론에 도달했다
2016년, EEOC는 성차별을 더 잘 감시하고 방지하기 위해 성별에 따른 직원 임금에 대한 더 많은 정보를 제출하는 규칙을 제안했다. 2018년 아이슬란드는 국가의 임금 격차를 줄이기 위한 법안을 제정했다.

### 인식 캠페인
시민사회단체는 성별 임금 격차로 인한 대중의 관심을 높이기 위해 평등임금의 날이나 평등노동운동과 같은 활동을 포함한 인식 캠페인을 조직한다. 같은 이유로 다양한 단체에서 성별 임금 차이 현황에 대한 정기 보고서를 발간하고 있다. 예를 들어 글로벌 성별 임금 격차 보고서를 들 수 있다.

### 직무 유연성
"거대한" 경제의 성장은 노동자의 유연성을 창출하여 일부 사람들이 여성에게 유리할 것이라고 추측하기도 한다. 그러나 미국 내 100만 명 이상의 우버 운전자의 소득을 분석한 결과, 놀랍게도 운전자 간 성별 임금 격차가 남성에게 유리한 것으로 나타났다. 우버의 알고리즘은 근로자의 성별을 구분하지 않지만, 남성은 언제, 어떤 분야에서 일할지 더 잘 선택하고 여행을 취소하고 수락하기 때문에 더 많은 소득을 얻는다. 마지막으로 남성은 여성보다 2.2% 더 빨리 운전하기 때문에 단위 시간당 소득도 늘릴 수 있다. 이 연구는 차별이 없더라도 '긱' 경제가 성별 임금 격차를 지속시킬 수 있다는 결론을 내린다.
2020년, 스탠포드 대학교의 연구원들은 백만 명 이상의 우버 운전자들의 데이터를 사용하여 여성 운전자들이 남성 운전자들보다 7% 적은 임금을 받음에도 불구하고, 이러한 차이는 "플랫폼에서의 경험(...), 근무지에 대한 선호도와 제약(...), 그리고 운전 속도에 대한 선호도의 세 가지 요인에 전적으로 기인한다"고 밝혔다. 연구원들은 그들의 결과가 "거친" 경제가 성별 차이를 좁힐 것이라고 기대할 이유가 없음을 시사한다고 지적했다. 차별이 없고 유연한 노동 시장에서도 여성들은 비교적 높은 비임금 근로 시간의 기회 비용과 선호도와 제약의 성별에 따른 차이로 인해 성별 임금 격차가 지속될 수 있다.

## 국가별 현황
이것은 OECD에 따르면 조정되지 않은 임금 격차(정규직 근로자의 중간 소득)의 도표이다.
| 0.12 0.20 0.25 | 0.30 0.35 0.40 | 0.45 0.50 0.55 | 0.60 0.65 0.70 | 0.75 0.80 0.90 |

OECD 국가 직원들의 성별 임금 격차

세계 어머니들의 아동 보호 상태 보고서(2007년 데이터)에 따르면 여성과 남성의 급여 비율. 빨간색부터 보라색까지 스펙트럼의 각 색상은 평균 남성 급여의 5%를 나타낸다.
0.12
0.20
0.25
0.30
0.35
0.40
0.45
0.50
0.55
0.60
0.65
0.70
0.75
0.80
0.90

또한 세계경제포럼은 2015년 145개국의 성별 임금 격차를 평가하는 데이터를 제공한다. 이들의 평가에는 경제 참여와 기회, 교육 성취도, 건강과 생존, 정치적 역량 강화 점수가 고려된다.

### 오스트레일리아
오스트레일리아에서는 오스트레일리아 정부의 법정 기관인 직장 성평등청(WGEA)이 비공공 부문 오스트레일리아 기관의 데이터를 공개한다. 모든 산업에 걸쳐 임금 격차가 존재한다.성별 임금 격차는 오스트레일리아 통계청에서 발표한 정규직 직원의 주간 평균 일반 시간당 소득을 기준으로 계산된다. 성별 임금 격차에는 파트타임 소득, 캐주얼 소득, 초과 근무 시 시간당 요금 인상이 제외된다.
오스트레일리아에는 지속적인 성별 임금 격차가 존재한다. 1990년부터 2020년까지 성별 임금 격차는 13%에서 19% 사이에 머물렀다. 2020년 11월, 오스트레일리아의 성별 임금 격차는 13.4%였다.
맥쿼리 대학교의 이안 왓슨은 2001년부터 2008년까지 오스트레일리아의 정규직 관리자들 간의 성별 임금 격차를 조사한 결과, 이 소득 격차의 65%에서 90% 사이는 다양한 인구통계학적 및 노동 시장 변수로 설명할 수 없다는 것을 발견했다. 사실, "소득 격차의 주요 부분은 단순히 여성 관리자들이 여성이기 때문"이라고 한다. 왓슨은 또한 "남성 관리자와 여성 관리자의 특성이 놀라울 정도로 유사함에도 불구하고, 그들의 소득은 매우 다르며, 이는 차별이 이 결과에 중요한 역할을 한다는 것을 시사한다"고 지적한다. 2009년 가족, 주택, 지역사회 서비스 및 원주민 문제 부서의 보고서에 따르면, "단순히 여성이라는 점이 오스트레일리아 격차의 주요 원인이며, 여성과 남성의 소득 차이의 60%를 차지한다"고 한다. 이는 이 분야의 다른 오스트레일리아 연구를 반영하는 결과이다. 임금 격차를 설명하는 데 있어서 두 번째로 중요한 요소는 산업 분리였다. 세계은행의 보고서에 따르면, 오스트레일리아에서 아르바이트를 하고 결혼한 여성들은 성별에 따라 노동력이 분배되고 직업 만족도가 높아 근로 시간을 늘릴 동기가 없다고 한다.

### 브라질
세계 성별 격차를 줄이기 위해 144개국 중 164개국 중 45개국이 브라질에서 평등을 지불했다.  브라질의 점수는 0.684로 2017년의 글로벌 지수보다 약간 낮다. 2017년 브라질은 건강 및 생존 및 교육 성취도 하위 지수에서 격차를 완전히 좁힌 6개국 중 하나였다. 그러나 올해 브라질은 전체 성 격차가 2011년 이후 가장 큰 폭을 기록하는 등 성 평등으로의 진전에 차질이 생겼다. 이는 의회와 장관급에서 여성 비율을 측정하는 브라질의 정치적 권한 부여 성 격차가 기하급수적으로 증가했기 때문인데, 이는 브라질의 경제 참여 및 기회 하위 지수 전반에 걸쳐 소폭의 개선으로 상쇄하기에는 너무 큰 수치이다.
브라질 지리통계연구소(IBGE)에 따르면 브라질의 여성은 남성보다 더 많이 공부하고, 더 많이 일하고, 더 적게 수입한다고 한다. 평균적으로 유급 노동, 가사 노동, 사람 돌봄을 모두 합치면 여성은 남성보다 일주일에 3시간 더 많이 일한다. 실제로 평균 여성은 주당 54.4시간 일하고, 평균 남성은 주당 51.4시간만 일할 것이다. 그럼에도 불구하고 교육 수준이 높더라도 여성은 남성보다 평균적으로 더 적은 수입을 올린다. 최근 몇 년 동안 남성과 여성의 소득 차이는 감소했지만, 2016년에도 여성은 여전히 남성 소득의 76.5%에 해당하는 소득을 받았다. 이러한 차이를 설명할 수 있는 요인 중 하나는 2016년 관리직의 37.8%만이 여성이 차지했다는 점이다. IBGE에 따르면 노동 시장에서 직업적 차별과 여성의 임금 차별도 남녀 간 임금 차이에 중요한 역할을 한다.IBGE가 2017년 4분기에 실시한 연속 전국 가구 표본 조사 데이터에 따르면, 브라질 근로자 4,020만 명 중 24.3%가 대학을 졸업했지만, 이 비율은 취업한 남성 중 14.6%에 불과했다. 같은 조사에서 보고된 바와 같이, 일하는 여성의 소득은 남성보다 평균적으로 24.4% 적는다. 또한, 일하는 남성의 6.0%가 고용주인 반면, 여성 고용주의 비율은 3.3%에 불과하다고 지적했다. 이 조사는 또한 문화적으로 '여성'으로 알려져 있고 저임금을 받는 직업인 국내 근로자의 92.3%가 여성이라고 지적했다. 토목 건설과 같은 고임금 직종은 취업 남성의 13%, 취업 여성의 0.5%만이 취업했다. 브라질의 성별 임금 격차를 설명할 수 있는 또 다른 이유는 비공식 고용을 증가시키는 매우 엄격한 노동 규제 때문이다. 브라질에서는 법에 따라 여성 근로자가 고용주가 전액 지급해야 하는 6개월의 출산 휴가를 선택할 수 있다. 많은 연구에서 이 규정에 대해 우려하고 있다. 이들은 이러한 규정이 실제로 근로자에게 아무런 권리가 없는 비공식 일자리를 강요할 수 있는지 의문을 제기한다. 실제로 비공식 일자리에서 일하는 여성은 공식 일자리에서 평균 여성의 50%만 벌 수 있다. 남성 간의 차이는 덜 급진적이다: 비공식 일자리에서 일하는 남성은 공식 일자리에서 평균 남성의 60%를 벌 수 있다.

### 캐나다
캐나다 공급망 관리자들의 임금에 대한 연구에 따르면 여성의 연봉은 남성보다 평균 14,296달러 낮은 것으로 나타났다. 마찬가지로, 의료 분야의 한 연구에 따르면 여성 건강 관리자는 연령, 교육 및 기타 특성을 통계적으로 조정한 후 중간 수준에서는 남성보다 12%, 고위 수준에서는 20% 적은 소득을 얻는 것으로 나타났다. 연구에 따르면 숙련된 전문가들이 관리 파이프라인을 따라 올라갈수록 여성일 가능성이 낮아진다. 캐나다의 여성은 남성에 비해 저임금 노동에서 더 많이 발견된다. 이러한 추세가 왜 선진국 전역에 울려 퍼지는 것처럼 보이는지에 대한 의문이 남아 있다. 확인된 사회적 요인 중 하나는 유색인종 여성과 이민자의 노동력 유입이다. 이 두 그룹 모두 통계적 관점에서 저임금 일자리에 노출되는 경향이 있다. 캐나다의 각 주와 지역에는 성별에 따른 차별을 금지하는 준헌법적 인권법이 있다. 또한 공공 부문과 민간 부문 고용주가 실질적으로 유사한 업무에 대해 남성과 여성에게 서로 다른 금액을 지급하는 것을 금지하는 법률도 있다. 버바팀(Verbatim) 앨버타 인권법은 동등한 임금과 관련하여 "모든 성별의 직원이 사업장 내 고용주를 위해 동일하거나 실질적으로 유사한 업무를 수행하는 경우 고용주는 동일한 임금 비율로 직원에게 지급해야 한다"고 명시하고 있다 그러나 임금 형평성 정책은 기술, 자격, 근무 조건 및 책임 수준이 유사함에도 불구하고 성별 편견과 여성이 남성보다 낮은 임금을 받는 직업 및 부문에 집중되는 경향을 적절히 다루지 못한다.

### 중국
경제 참여와 기회, 교육 성취도, 건강과 생존, 정치적 역량 강화에서 남성과 여성 간의 격차를 활용하여 2018년 글로벌 성별 격차 보고서는 중국의 성별 격차를 145개국 중 110개국으로 순위를 매겼다.  세계은행에 의해 분류된 중상위 소득 국가로서 중국은 성별 격차에서 "세계에서 세 번째로 덜 개선된 국가"이다. 건강 및 생존 하위 지수는 나열된 국가들 중에서 가장 낮다. 이 하위 지수는 기대 수명과 출생 시 성비의 성별 차이(중국의 한 자녀 정책에 따라 아들의 선호도를 나타내는 남성과 여성 자녀의 비율)를 고려한다.:4,26 특히 윤자영 연구원은 여성 고용률이 감소하고 있다고 주장한다. 그러나 몇 가지 요인이 여성의 참여를 증가시킬 것으로 예상할 수 있다. 윤 대표의 기여 요인으로는 전통적인 성 역할, 국가가 제공하는 보육 서비스의 부족, 자녀 양육의 장애물, 국가가 '잔여 여성'이라고 부르는 고학력 미혼 여성 등이 있다. '잔여 여성'이라는 용어는 여성들이 결혼을 서두르는 것에 대한 불안감을 만들어 취업을 지연시킨다. 전통적인 성 역할에 발맞춰 정부의 '여성의 집으로 돌아가기' 운동은 남성의 실업률을 완화하기 위해 여성들이 직장을 떠나도록 장려했다.

### 도미니카 공화국
노동력의 52.2%를 차지하는 도미니카 여성들은 평균 20,479 도미니카 페소를 벌고 있으며, 이는 도미니카 남성들의 평균 소득인 19,961 페소보다 2.6% 더 많다. 경제 참여와 기회, 교육 성취도, 건강과 생존, 정치적 역량 강화 점수를 종합한 글로벌 성별 격차 순위는 2009년 134개국 중 67위로 전 세계의 90%를 차지했으며, 2015년에는 145개국 중 86위로 떨어졌다. 더 많은 여성들이 장관직에 진출하여 정치적 역량 강화 점수가 향상되었지만, 여성들은 비슷한 직업에 대해 동등한 임금을 받지 못해 낮은 경제 참여와 기회 점수를 유지하고 있다.:15–17, 23

### 유럽 연합

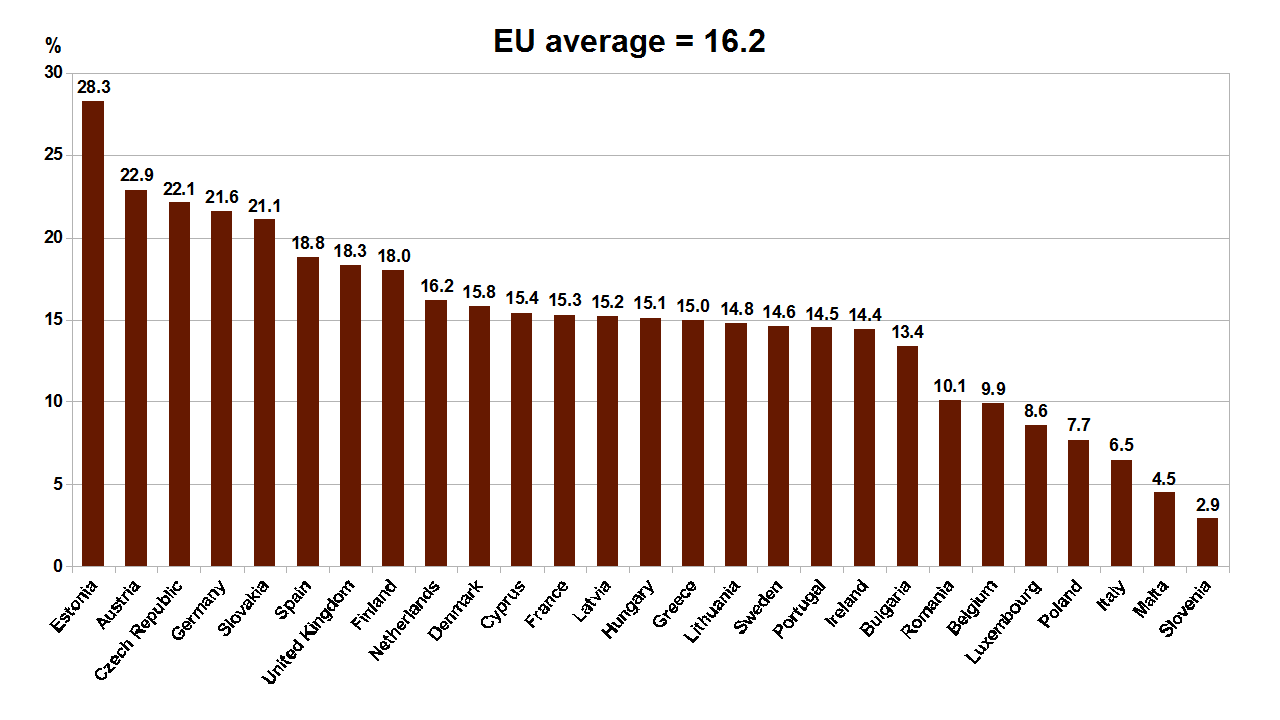
유로스타트 2014에 따르면 시간당 평균 총소득의 성별 격차

EU 수준에서 성별 임금 격차는 경제 전체에서 여성과 남성의 평균 시간당 총소득의 상대적 차이로 정의된다. 유로스타트는 2008년 27개 EU 회원국에서 평균 17.5%의 성별 임금 격차가 지속되고 있음을 발견했다. 회원국 간에는 상당한 차이가 있었으며, 이탈리아, 슬로베니아, 몰타, 루마니아, 벨기에, 포르투갈, 폴란드의 비조정 임금 격차는 10% 미만에서 슬로바키아, 네덜란드, 체코, 키프로스, 독일, 영국, 그리스의 20% 이상, 에스토니아와 오스트리아의 25% 이상까지 다양했다. 그러나 핀란드에서 일한 시간을 고려하면 핀란드 남성은 여성보다 순이익이 0.4% 더 많은 것에 불과했다.
최근 국제 고용 로펌을 대상으로 한 설문조사에 따르면 성별 임금 격차 신고는 국제적으로 일반적인 정책이 아니다. 이러한 법률은 국가 차원에서 매우 적지만 EU 차원에서 규제가 필요하다는 요구가 있다. 최근(2015년 12월 기준) 유럽의회 결의안은 위원회에 임금 격차를 해소하는 법안을 상정할 것을 촉구했다. 영국 계획과 실질적으로 동일한 법안이 유럽의회에서 344표 대 156표로 통과되었다.
유럽 위원회는 여성 노동의 균형 잡힌 성별 급여 격차를 줄이기 위해 주요 기여자들 중 하나이다. 그들은 임금 격차에 대한 설명이 차별을 넘어서는 것이며, 일과 삶의 균형, 리더십과 유리 천장의 여성 문제, 저임금 부문의 여성 과잉 대표와 관련된 부문별 분리와 같은 다른 요인들도 격차를 유지하는 데 기여한다고 덧붙였다.

#### 핀란드
평균적으로 1995년부터 2005년까지 핀란드의 여성들은 남성들보다 비조정 급여에서 28.4% 더 적은 수입을 올렸다. 핀란드의 높은 누진세율을 고려할 때, 순이익 차이는 22.7%였다. 근무 시간(무급 국가 군 복무 시간 제외)에 따라 조정된 임금 차이는 약 5.7%(세금 미납)와 0.4%(세금 조정)로 줄어든다.
근무 시간의 차이는 주로 사회적 요인에 기인한다. 예를 들어, 핀란드의 여성들은 가사 노동에 훨씬 더 많은 시간을 할애한다. 다른 중요한 요인으로는 초과 근무와 저녁/야간 근무에 대한 임금 인상이 있으며, 그 중 핀란드 남성은 평균적으로 더 많이 일한다. 같은 직책을 가진 사람들을 비교해보면, 공공 부문에서 일하는 여성들은 남성들의 약 99%를 받는 반면, 민간 부문에서는 95%만을 받는다. 공공 부문의 직책은 일반적으로 더 엄격하게 정의되어 있어 개인 임금과 초과 근무/저녁 근무/야간 근무에 대한 협상을 줄일 수 있다.
2018년 기준으로 핀란드는 4위를 차지했으며, 교육 수준에서 성별 격차를 완전히 해소했으며 전체 성별 격차의 82% 이상을 해소했다.

#### 독일
독일 연방 통계청에 따르면 여성의 소득은 남성보다 22~23% 적는다. 2006~2013년 성별 임금 격차는 6~8%로 수정되었다. 쾰른 경제연구소는 임금 격차를 2% 미만으로 조정했다. 이들은 근무 시간, 교육 및 고용 기간을 고려하여 성별 임금 격차를 25%에서 11%로 줄였다. 여성이 모성애로 인해 18개월 이상 직장을 중단하지 않았다면 수익 차이는 더욱 줄어들었다.
남아 있는 성별 임금 격차와 관련된 가장 중요한 요인은 시간제 근무, 교육 및 직업적 분리(주도직 및 STEM과 같은 분야에서 여성 비율 감소)이다.
2017년, 독일은 임금 구조 투명성법을 통과시켰다. 이 법은 대규모 고용주들이 성별 임금 격차에 대한 정보를 공개하도록 요구하며, 직원들에게 이성 구성원과 비교하여 자신의 급여에 대한 정보를 제공할 권리를 부여한다.

#### 아일랜드
아일랜드의 2022년 평균 성별 임금 격차는 9.3%였다. 2021년 성별 임금 격차 정보법에 따라 직원 수가 250명 이상인 모든 기업은 연간 성별 임금 격차 보고서를 발표해야 하며, 이 보고서에는 평균 및 중간 성별 임금 격차, 보너스 격차, 급여 사분위수 내 성별 대표성에 대한 정보가 자세히 설명되어 있다. 2024년에는 직원 수가 150명 이상인 기업이 법안에 포함되었다. 2025년에는 직원 수가 50명 이상인 모든 기업이 신고해야 한다.
성별 임금 격차 법안이 도입되었을 때, 정부는 데이터를 저장할 중앙 포털을 구축하겠다고 밝혔지만, 이 포털은 아직 전달되지 않았고 2023년 11월 기준으로 전달 날짜도 통보되지 않았다, 하지만 데이터를 저장하고 수집하려는 시민들의 노력이 존재한다.
발표된 보고서의 품질 기준은 크게 달라졌으며, 많은 보고서에 심각한 오류와 누락된 데이터가 포함되어 있다.

#### 룩셈부르크
룩셈부르크의 총 성별 소득 격차는 32.5%를 차지한다. 지난 몇 년 동안 정규직 근로자의 월 총임금에 대한 성별 임금 격차가 좁혀졌다. OECD(경제협력개발기구)의 데이터에 따르면 2002년부터 2015년까지 성별 임금 격차가 10% 이상 감소했다. 이 격차는 연령대에 따라 달라진다. 이 기간 동안 25~34세 사이의 여성은 남성보다 더 높은 임금을 받고 있다. 그 이유 중 하나는 이 시기에 더 높은 수준의 교육을 받았기 때문이다. 35세부터는 남성이 여성보다 더 높은 임금을 받는다.
현재 성별 임금 격차의 정도는 다양한 근로 시간과 다양한 노동 시장 참여 등 다양한 요인을 의미한다. 여성(30.4%)이 남성(4.6%)보다 더 많이 아르바이트를 하고 있다. 이 사실로 인해 여성의 전체 근무 시간이 단축된다. 노동력 참여율은 여성이 60.3%, 남성이 76%를 차지하는데, 이는 대부분의 여성이 출산 휴가를 이용하기 때문이다.남성들은 더 자주 고임금 일자리에 참여하는데, 예를 들어 임원직(93.7%)이 성별 임금 격차의 규모에도 영향을 미친다.
룩셈부르크에서는 직업 학위(12%)와 견습생 훈련(3.4%)에서도 성별 격차가 있다.

#### 네덜란드
네덜란드에서는 CBS(중앙국 voor statistieken; 영어: 중앙통계국)의 최근 통계에 따르면 임금 격차가 점점 줄어들고 있다고 한다. 직업 수준, 교육 수준, 경험 수준 및 기타 17가지 변수를 조정한 결과, 기업의 소득 차이는 9%(2008년)에서 7%(2014년)로, 정부의 소득 차이는 7%(2008년)에서 5%(2014년)로 감소했다. 조정 없이는 기업의 소득 격차는 20%(2014년), 정부의 소득 격차는 10%(2014년)이다. 이는 대부분 30세까지 젊은 여성이 남성보다 더 많은 소득을 올린다. 네덜란드에서는 30세까지 여성이 남성보다 평균적으로 더 높은 교육 수준을 가지고 있으며, 이 연령 이후에는 남성이 평균적으로 더 높은 교육 수준을 가지고 있다. 또한 여성이 임신하여 아이들을 돌볼 수 있도록 아르바이트를 시작함으로써 이러한 기회가 발생할 수도 있다.

### 인도
2013년 인도의 성별 임금 격차는 24.81%로 추정되었다. 또한, 여성의 경제 참여 수준을 분석하는 보고서에 따르면 인도는 하위 10개국 중 하나로 꼽혔다. 따라서 불평등한 임금 외에도 불평등한 대표성이 존재하는데, 이는 여성이 인도 인구의 거의 절반(전체의 약 48%)을 차지하지만 노동력에서의 대표성은 전체의 약 4분의 1에 불과하기 때문이다.

### 일본
윤자영은 남편은 집 밖에서 일하고 아내는 간병인인인 일본의 전통적인 남성 가장 모델 문화를 분석한다. 이러한 전통적인 여성 성 역할에도 불구하고 일본 정부는 경제 활성화 전략인 아베노믹스를 통해 어머니를 위한 노동 정책을 개선하여 경제를 개선하는 것을 목표로 하고 있다. 윤 씨는 아베노믹스가 성 평등을 증진하려는 욕구라기보다는 고령화 인구의 영향을 구제하려는 욕구를 나타낸다고 생각한다. 이러한 결론의 증거는 여성이 기계화, 아웃소싱, 하청에 기반한 파트타임 근로자의 2차 소득과 회사의 필요에 따라 비정규직으로 노동력에 진입하고 있다는 사실이다. 따라서 윤 씨는 여성의 참여율은 정부 정책의 영향이 아니라 기업의 필수품에 의해 영향을 받는 것으로 보인다고 말한다. 2015년 글로벌 성별 격차 보고서에 따르면, 일본의 경제 참여 및 기회 순위(106위)는 145위로 2014년에 비해 감소했으며, 이는 "유사 노동에 대한 임금 평등이 낮아지고 여성 의원, 고위 공무원 및 관리자가 줄어들었기 때문"이라고 한다.:25–27

### 조르단
세계경제포럼은 총 145개 주 중 경제 참여와 기회, 교육 성취도, 건강 및 생존율, 정치적 역량 평가를 통해 2015년 요르단의 성별 격차 순위를 140위로 계산했다. 요르단은 전체 성별 격차에서 "세계에서 두 번째로 덜 개선된 국가"이다.:25–27 순위는 2006년 93위에서 하락했다.:9 요르단의 헌법 조항과 성 임금 격차 개선을 위한 여러 협약에 서명하는 것과는 달리, 노동력의 성 평등을 목표로 하는 법률은 없다. 2015년 글로벌 성별 격차 보고서에 따르면 요르단은 0.61점, 동일 직업의 임금 평등에 대해 1.00점을 받았다.:25, 222

### 대한민국
윤자영의 말처럼, 1997년 아시아 금융위기 이후 한국의 여성 고용률은 25~34세 여성이 나중에 임신을 위해 직장을 떠나고 45~49세 여성이 다시 직장으로 복귀하면서 증가했다. 어머니들은 이전에 직장에 있던 어머니들에게 제공되던 저렴한 보육 서비스가 이용 가능하거나 자녀 양육을 위해 휴직한 후 재취업이 어렵기 때문에 육아 후에도 계속 일할 가능성이 높다. 세계경제포럼에 따르면 2015년 한국은 동일 직종의 임금 평등에 대해 0.55점, 1.00점을 받았다. 총 145개국 중 한국의 성별 격차 순위는 115위(순위가 낮을수록 성별 격차가 좁혀짐)였다. 반면 2014년에는 정치적 역량이 여성 비율의 절반으로 떨어졌다.:26, 228
2018년 OECD 데이터의 성별 임금 격차가 34.6%와 여성들이 평균 65.4%로 얻은 것으로 나타났다.  아르바이트를 포함한 월별 수입과 관련하여 성별 격차는 주로 여성이 남성보다 몇 시간 더 일하지만 직업과 산업 분리도 중요한 역할을 한다는 사실로 설명할 수 있다.  한국은 선진국 중에서 임금 격차가 가장 심한 것으로 간주된다.  이 격차는 종종 간과된다. 또한, 많은 여성들이 결혼하거나 임신한 후 직장을 떠나기 때문에 연금 수급 자격의 성별 격차도 영향을 받아 빈곤 수준에 영향을 미친다.
반면 북한은 여성이 남성보다 더 많은 소득을 올리는 몇 안 되는 국가 중 하나이다. 이러한 격차는 북한의 그림자 경제에 여성이 더 많이 참여하기 때문이다.

### 뉴질랜드
최근 연구에 따르면 지난 20년 동안 뉴질랜드의 성별 임금 격차가 감소한 것으로 나타났지만, 이 격차는 오늘날에도 많은 여성에게 계속 영향을 미치고 있다. StatsNZ에 따르면 2017년 9월 임금 격차는 9.4%로 측정되었다. 1998년에는 약 16.3%로 측정되었다. 뉴질랜드의 임금 격차에 영향을 미치는 몇 가지 요인이 있다. 그러나 연구자들은 이러한 요인의 80%를 설명할 수 없어 격차를 이해하는 데 어려움을 겪는 경우가 많다고 주장한다.
뉴질랜드는 격차를 계산하기 위해 여러 가지 다른 방법을 사용한다. 공식 격차는 뉴질랜드 통계청에서 계산한다. 뉴질랜드 통계청은 남성과 여성의 시간당 수익 차이를 사용한다. 반면에 국가 서비스 위원회는 남성과 여성의 평균 소득을 조사하여 계산한다. 수년에 걸쳐 OECD는 34개국과 함께 뉴질랜드의 성별 임금 격차를 추적하고 있으며 계속 추적하고 있다. 실제로 OECD의 전반적인 목표는 성별이 더 이상 개인의 소득에 중요한 역할을 하지 않도록 임금 격차를 해소하는 것이다. 비록 점진적인 변화였지만, 뉴질랜드는 주목할 만한 진전을 보인 국가 중 하나이며 연구자들은 뉴질랜드가 앞으로도 계속 발전할 것이라고 예측해 왔다.

### 러시아
러시아에는 1991년 이후에도 임금 격차가 존재하며, 통계 분석에 따르면 대부분의 임금 격차는 남성에 비해 여성의 낮은 자격으로 설명할 수 없다. 반면 성별에 따른 직업적 차별과 노동 시장 차별이 큰 비중을 차지하는 것으로 보인다.
10월 혁명(1917년)과 1991년 소련의 해체는 성별 임금 격차의 발전을 형성했다. 러시아 역사에서 이 두 가지 주요 전환점은 경제 문헌에서 발견된 러시아의 성별 임금 격차 분석의 틀을 제시한다. 따라서 임금 격차 연구는 소련의 임금 격차(1917-1991년)와 전환 및 전환 후 임금 격차(1991년 이후)라는 두 가지 기간으로 나누어 살펴볼 수 있다.

### 싱가포르
윤자영 씨에 따르면 싱가포르의 고령화와 저출산으로 인해 정부의 경제 개선 의지에 따라 더 많은 여성이 노동력에 참여하고 있다. 정부는 노동력이 있는 어머니들이 계속 일할 수 있도록 세금 감면 혜택을 제공한다. 윤 씨는 싱가포르에서 "여성 고용이 증가함에 따라 고용률의 성별 격차가 좁혀지고 있다"고 말한다. 2015년 글로벌 성별 격차 보고서에 따르면 싱가포르의 성별 격차는 경제 참여와 기회, 교육 성취도, 건강 및 생존율, 정치적 역량 하위 지수(하위 순위는 성별 격차가 작음을 의미함)를 기준으로 전 세계 145개 주 중 54위로 나타났다. 성별 격차는 2014년의 59위에서 좁혀졌다. 아시아 태평양 지역에서는 싱가포르가 경제 참여와 기회 하위 지수에서 가장 많이 진화했지만, 교육 성취도와 정치적 역량에서는 싱가포르의 평균보다 낮다.:25–27

### 영국
2022년 4월 현재 평균 성별 임금 격차는 8.3%이다. 남성은 여성보다 아르바이트 수당을 적게 받기는 하지만요. 격차는 -4.4%(초과 근무 없이 파트타임으로 고용된 여성은 남성 소득)에서 26%(영국 여성은 50~59세 정규직으로 고용된 경우)까지 상당히 다양하다. 2012년 정규직 근로자의 임금 격차가 공식적으로 10% 이하로 떨어졌다. 사람들의 절반이 더 많이 벌고 절반이 덜 버는 중간 임금은 고용된 여성이 고용된 남성보다 17.9% 낮다.
성별 임금 격차와 관련된 가장 중요한 요인은 전일제/시간제 근무, 교육, 고용된 기업 규모, 그리고 직업적 분리이다 (여성은 관리직 및 고임금 전문직에서 과소 대표되고 있다). 2018년 시간제 역할에서 여성은 남성보다 4.4% 더 많이 벌었다. (2014년에는 5.5%, 2015년에는 6.5%). GCSE 또는 A 레벨 기준에 해당하는 여성 근로자는 2018년에 임금 격차가 더 작았다. (학위 수준에 해당하는 근로자는 거의 변화가 없었다.). 2015년 언론협회가 국가통계청의 데이터를 기반으로 집계한 연구에 따르면 20대 여성은 20대 남성보다 평균 1,111파운드 더 많은 소득을 올리고 있는 것으로 나타나 추세가 반전된 것으로 나타났다. 그러나 같은 연구에 따르면 30대 남성은 30대 여성보다 평균 8,775파운드 더 많은 소득을 올린 것으로 나타났다. 이 연구는 성별 격차의 원인을 설명하려고 시도하지 않았다.
2014년 10월, 2010년 영국 평등법은 고용 재판소가 고용주(기존 소규모 사업체나 신규 사업체 제외)에게 동일 임금 감사를 실시하도록 명령하는 규정으로 강화되었다. 이 규정은 고용주가 동일 임금법을 위반한 것으로 판명될 경우, 고용주는 동일 임금 감사를 수행하도록 요구한다. 당시 데이비드 캐머런 총리는 대기업에 직원 간 성별 임금 격차에 대한 데이터를 공개하도록 요구할 계획을 발표했다. 2018년 4월부터 250명 이상의 직원을 둔 고용주는 법적으로 임금 불평등과 관련된 데이터를 공개해야 한다. 공개된 데이터에는 남성과 여성 간의 급여 및 보너스 수치가 포함되며, 2017년 4월의 데이터도 포함된다.
BBC가 마감일이 지난 후의 수치를 분석한 결과, 영국 기업의 4분의 3 이상이 남성에게 여성보다 평균적으로 더 많은 급여를 지급하는 것으로 나타났다.고용 변호사 하리니 이옌가르는 경제 및 문화 변화를 달성하기 위해 더 유연한 근무와 더 큰 육아 휴직을 옹호한다.

### 미국
미국에서는 여성의 평균 연봉이 남성 평균 연봉의 78%에서 83%로 추정된다. 인종 범주 전반에 걸쳐 모든 인종 또는 민족 집단의 여성들은 같은 집단의 남성들보다 소득이 적는다.  명백한 차별 외에도 여러 연구에서 성별 임금 격차를 여성의 파트타임 노동 참여율 증가와 모성 패널티와 같은 돌봄 책임으로 인한 장기 노동 시장 부재 등 여러 요인으로 설명하고 있다. 2023년 PayScale의 연구에 따르면 직책, 교육, 경력, 산업, 직무 수준 및 근무 시간을 통제할 때 여성의 평균 급여가 남성의 83%에서 99%로 증가하는 것으로 나타났다. 2019년 글래스도어의 유사한 연구에 따르면 조정되지 않은 수치는 79%, 조정된 수치는 95%로 나타났다.
그러나 최근에는 미국에서 성별 임금 격차가 증가했다.2023년에 여성 실적은 남성들에게 3센트에 비해 3센트가 감소했다. 2022년에는 25~34세의 무자녀 남성이 학력에 따라 분류했을 때 같은 연령대의 무자녀 여성보다 훨씬 더 많은 소득을 올렸다. 2022년 전체 25~34세 중 집에 자녀가 없는 여성과 남성 모두 집에 자녀가 있는 남성의 시간당 평균 소득의 97%를 벌어들인 반면, 집에 자녀가 있는 여성은 85%를 벌어들였다.

## 원격 인력
페이스케일(PayScale)의 보고서에 따르면 미국에서는 원격 근무자의 성별 임금 격차가 비원격 근무자보다 약 10센트 더 큰다. 보고서에 따르면 원격 근무자의 경우 여성이 남성의 79%를 벌어들인 반면, 비원격 근무자는 89%를 벌어들인 것으로 나타났다. 2023년 영국 설문조사에 따르면 관리자는 사무실에 비해 원격 근무를 하는 여성에게 승진할 확률이 15% 낮았고, 남성에게 승진할 확률은 30% 낮았다.

## 같이 보기
- 경제적 불평등
- 유리 천장
- 세계 성별차 보고서
- 동일노동 동일임금

## 추가 문헌
- Altonji, Joseph G.; Blank, Rebecca (1999). “Chapter 48: Race and gender in the labor market”. 《Handbook of Labor Economics》 (영어) 3 (C): 3143–3259. doi:10.1016/S1573-4463(99)30039-0. ISSN 1573-4463.
- Brown, Anna; Patten, Eileen (2017년 4월 3일). “The Narrowing, But Persistent, Gender Gap in Pay”. Washington, D.C.: Pew Research Center. 2018년 4월 8일에 원본 문서에서 보존된 문서. 2019년 1월 31일에 확인함.